# حارة العصيمي (صنعاء)

تعديل مصدري - تعديل

حارة العصيمي هي إحدى حارات حي الثورة بمديرية الثورة إحد مديريات العاصمة اليمنية صنعاء، بلغ تعداد سكانها 5202 نسمة حسب تعداد اليمن لعام 2004.